# تاريخ العلوم
تاريخ العلوم هو مجال يعنى بوصف وتقويم حركة العلم عبر مراحله التاريخية المتعاقبة، للوقوف على عوامل تقدمه أو تعثره من جوانب عدة. ويتميز تاريخ العلوم عن تاريخ الأحداث الماضية للأشخاص والحضارات بأنه يتكون دائما من حقائق قابلة للتحقق والاختبار والاستنتاج وإذا ما توافرت لها نفس الظروف، أو اتبع في استنتاجها نفس الأسلوب وسرد الحقائق وفقاً لمحور أساسي يضمها ويجذبها إلى مسار له اتجاهه الخاص. ذلك لأن الحقائق العلمية ليست كلها على درجة متكافئة من الأهمية والدلالة عندما يتناولها المؤرخ العلمي بالتحليل والتفسير في أي عصر من العصور، من هنا تتضح أهمية تاريخ العلم في صياغة نظريته العامة وفلسفته الشاملة، حيث يستحيل انفصال العلم عن تاريخه. باعتباره عملية ممتدة خلال الزمان.
لقد تطور العلم من البداية المبكرة للإنسانية. لأن الإنسان فضولي بطبعه ولديه القدرة علي تدوين وتسجيل الأشياء. فلقد بدأ الإنسان يزرع ويحصد ويربي الدواجن ويرعى الحيوانات منذ 10 آلاف سنة. فتولدت لديه التجارب واكتشف قوانين الكون والحياة. فالإنسان رغم ما بلغه من علم إلا أنه ما زال يلهث وراءه بلا نهاية. فبينما نجده توصل لمعرفة الأعداد منذ الحضارات القديمة نجده منذ نصف قرن قد اكتشف الجينات المسببة للسرطان والكواركات التي هي أصغر بكثير من الذرة والبروتونات. وقد اتبع التنبؤ العلمي ليصف أشياء أو يتوقع أحداثا لم تقع بعد. كما يتوقع الفلكيون ظاهرة الخسوف والكسوف أو كما توقع الكيميائي الروسي مندليف عام 1869 في جدوله الدوري لترتيب العناصر فوصف فيه الخواص الكيميائية والطبيعية لعناصر لم تكتشف بعد.
وكان للعلم تطبيقات عملية محدودة، حتى مجيء الثورة الصناعية في القرن 18. فقد دخلت التكنولوجيا حياتنا وأصبحت جزءا أساسيا لا نستغني عنه من خلال تكنولوجيات متعددة. واكتشف الإنسان الميكروسكوبات وأطلع من خلالها على عالم الميكروبات والخلايا الحية ومكوناتها من الجينات بتقنية متطورة من الميكروسكوبات الإلكترونية. واكتشف التلسكوبات ولاسيما التلسكوبات العملاقة فتوغل من خلالها لأعماق الكون. فرأى ما لم يره بشر من قبل من مجرات عملاقة وبلايين النجوم. واستطاع من خلال تقنياته المتطورة إرسال مركبات ومسابر فضائية جهزت بأحدث ما توصل له العلم الحديث.
وتطورت أساليب المواصلات من عربات يجرها الخيول إلي طائرات أسرع من الصوت تطوي المسافات طيا. وقضى الإنسان على الأوبئة التي كانت تحصده بالملايين من خلال الطعوم والأمصال لتوقيها أو من خلال الأدوية، مما أطال أعمار البشر. فالعلم في تنامٍ لا يعرف مداه. وأصبحت عصوره قد قصرت من قرون إلى عقود. ومن عقود إلى سنوات. ودخلت الثورة الصناعية منذ القرن 18 عصر البخار والكهرباء والميكنة. حتى جاء القرن العشرون فدخلنا فيه عدة عصور متلاحقة ومتتابعة. فشهدنا فيه الانفجار العلمي والحضاري مما غير وجه الحياة فوق الأرض في كل المجالات. ووصل في نصفه الثاني الإنسان للقمر وتجاوز فيه إسار جوه المحيط بالأرض لينطلق في عصر الفضاء لأول مرة في تاريخ البشرية. وعلى صعيد آخر دخلنا عصر الاستنساخ بما له وعليه.

## الحضارتان اليونانية والرومانية
بلاد اليونان كانت حضارتهم نظرية ومنقولة عن حضارات بلاد ما بين النهرين (سوريا والعراق) وقدماء المصريين حيث جاب فلاسفتهم بالعالم القديم ليطلعوا على علومه وحضاراته والنظر إلى طبيعة مادة الأرض. وسمة الحضارة الإغريقية الفلسفة التأملية فيما وراء الطبيعة (الميتافيزيقا). والفيلسوف الإغريقي المواطنة وفينيقي الأصل طاليس وتابعيه قالوا إن الأرض قرص يطفو فوق الماء وتدور في دائرة ولا تدور حول الشمس ولكن تدور حول كرة نار مركزية. وهي مركز الكون. وقال بعده الفيلسوف الإغريقي فيثاغورث إن الأرض كروية. ومنذ 2000 سنة قال الفيلسوف الإغريقي لوسيباس وتلميذه ديمقريطس
 قالا إن كل المواد مصنوعة من ذرات لا تنقسم. واتبع فلاسفة الإغريق أسلوب العقلانية في التفكير والسببية المنطقية لتعليل وتفسير كل شيء. وبعد قرنين من وفاة الفيلسوف الإغريقي أرسطو عام 322ٌق.م. تم التطور في مجال الأعداد حيث قام العالم الإغريقي إيراتوستينيس بقياس محيط الأرض بما لا تخطىء حساباته عن قياسها حاليا سوي في 1%. ووضع الرياضي الإغريقي أرشميدس أسس الميكانيكا. وكان من رواد علم ميكانيكا السوائل وعلم الهيدروستاتيكا حيث اهتم بدراسة السوائل في حالة السكون. وأسس العالم الإغريقي ثيوفراستس علم النبات واهتم فيه بوصف النباتات وأنواعها وفحص عملية الإنبات بالبذور. ولما تصاعدت قوة الرومان بالقرن الأول ق.م. لم يكونوا مهتمين كثيرا بالعلوم الأساسية، قام بطليموس بوضع خريطة للسماء وقع عليها مواقع الكواكب والنجوم المعروفة وقتها. ووضع الأرض كمركز للكون. ووضع الطبيب جالينوس أبحاثه في التشريح ووظائف الأعضاء (فسيولوجيا). وبصفة عامة لم تتقدم العلوم في الإمبراطورية الرومانية. وأفلت المدارس الإغريقية وأغلقت عام 529م. بسبب انتشار المسيحية التي فرضتها روما على معظم بلدان العالم القديم التابعة لها اليونان وآسيا الصغرى والشام ومصر وأجزاء من جنوب أوروبا. ومنذ عام 500. ولمدة تسعة قرون حتى عام 1400. ظهرت خلالها الحضارتان الإسلامية والصينية. وخلال هذه الفترة لم يكن غرب أوروبا يهتم بالفكر العلمي ولجأ للخيال والخرافات العلمية وكيفية تحويل المعادن الخسيسة للذهب. وهذا ما عرف بعلم السيمياء. وهاتان الحضارتان كانتا حضارتين متفردتين ومنعزلتين عن أوروبا في الإمبراطورية البيزنطية، رعت الكنائس الشرقية العلوم والتي ارتبطت ارتباطًا وثيقًا مع الفلسفة القديمة، والميتافيزيقيا. ومن الإنجازات التي طبقت فيها العلوم كانت بناء كنيسة آيا صوفيا. خلال العصور الوسطى قامت الكنيسة الغربية في أوروبا بحفظ وصيانة ما تبقى من الحضارة القديمة أثناء الغزوات البربرية داخل الأديرة، ولكن أيضا فالكنيسة شجعت على التعلّم والعِلم من من خلال رعايتها لكثير من الجامعات التي كانت قد نمت بسرعة في أوروبا تحت رعايتها، في القرن الحادي عشر والقرن الثاني عشر وبعد انهيار الإمبراطورية الرومانية الغربية، كانت المجتمعات الرهبانية الصغيرة عمليًا البؤر الاستيطانية لمحو الأمية في أوروبا الغربية.

## الحضارة الصينية والإسلامية
فالصينيون القدماء حولوا الاكتشافات إلى نهايات عملية من التنظير للتجريب والاختراع عكس الإغريق. فلقد اخترعوا البوصلة عام 270. والطباعة بحفر الخشب حوالي سنة 700. واخترعوا البارود سنة 1000. وبرعوا في الفلك. فرصدوا مستعرا أعظم (انفجار نجم) بسديم العقرب سنة 1054. كما برعوا في الرياضيات وتوصلوا لقيمة (باي) سنة 600.
وفي الصين رسموا أقدم خريطة للنجوم عام 940. وفي العالم الإسلامي انتشرت الحضارة الإسلامية حتى بلغت إسبانيا بالعصور الوسطى. فنجد من الرياضيين العرب محمد بن موسى الخوارزمي الذي أدخل الأعداد العربية لأوروبا بما فيها الصفر. ووضع علم الجبر وظل اسمه يطلق على (الخوارزميات) والتي مفاهيمها تطبق على الحواسيب حاليا. وفي الفلك نجد العرب قد رصدوا النجوم الساطعة ووضعوها على الخرائط الفلكية وأطلقوا عليها الأسماء العربية التي ما زالت تستعمل حتى اليوم كنجوم الدبران والطاسر والدنيب. وفي الكيمياء اخترعوا طرقا لصنع الفلزات من المعادن واختبروا جودتها ونقاوتها. وأطلقوا مصطلحات منها كلمة الكيمياء والقلوي. وطوروا في الفيزياء ومن أشهر الفيزيائيين العرب ابن الهيثم نشر كتاب المناظر في البصريات والعدسات والمرايا وغيرها من الأجهزة التي تستخدم في البصريات. ورفض فكرة انبعاث الضوء من العين، لكنه أقر بأن العين تبصره عندما تقع أشعة الضوء من الوسط الخارجي عليها. وبعدما تُرجم التراث الإسلامي للغات الأوروبية ولا سيما بعد اختراع جوتنبرج الطباعة. فطبعت النسخ من هذا التراث وشاعت العلوم العربية وأمكن الحصول عليها هناك بسهولة ويسر. أما ابن سينا عرف باسم الشيخ الرئيس وسماه الغربيون بأمير الأطباء وأبو الطب الحديث فقد ألّف 450 كتاب في مواضيع مختلفة، العديد منها يركّز على الفلسفة والطب. وأعظم أعماله المشهورة هي كتاب الشفاء وكتاب القانون في الطب. ولابن النفيس في الطب منجزات وإبداعات فهو أول من اكتشف الدورة الدموية الصغرى أو دوران الدم الرئوي، قبل العالم الطبيب وليم هارفي وقد سجل ابن النفيس اكتشافه هذا في كتابه «شرح تشريح القانون لابن سينا».

## عصر النهضة
وبعد ظهور وباء الطاعون أو الموت الأسود سنة 1347. تأخر التقدم العلمي في أوروبا زهاء قرنين حتى سنة 1543. عندما نشر كتاب العالم البلجيكي أندرياس فيساليوس بعنوان (في تركيب الجسم البشري). حيث صحح فيه أفكار جالينوس منذ 1300 سنة عن تشريح جسم. والكتاب الثاني في هذه السنة عام 1543 وكان له دلالة كبرى كان بعنوان (في ثورات الكرات السماوية) للفلكي البولندي نيكولاس كوبرنيكس حيث رفض فيه فكرة الأرض مركز الكون كما وضعها بطليموس في القرن الأول ق.م. في كتابه (المجسطي) والذي ترجمه المسلمون. كما بين كوبرنيكس. أيضا- أن الأرض والكواكب الأخرى تدور حول الشمس. ومنعت الكنيسة الكاثوليكية كتابه من التداول لمدة قرنين بل كفرته رغم صحة ما قاله. لكن في العقد الأول من القرن 17 ثبتت صحة كوبرنيكس ولا سيما بعد اختراع التلسكوب حيث استخدمه جاليليو ليكون أول شخص يرى أقمارا تدور حول كوكب المشتري ورأى وجه القمر ورسمه بالتفصيل. كما رأى كوكب الزهرة يتضاءل وهو يدور حول الشمس. واتهم جاليليو وكوبرنيكس اللذين صححا كثيرا من المفاهيم الفلكية بالهرطقة. وهذا ما جعل جاليليو يتراجع عن أفكاره. لكنه بحث القوانين التي تتحكم في سقوط الأشياء واكتشف أن تأرجح البندول ثابت في أي الاتجاهين. وهذه الحركة البندولية اكتشفت إمكانية استخدامها في ضبط الساعات. وقد طبقها ابنه عام 1641. وبعد عامين اكتشف تورشيللي البارومتر لقياس الضغط الجوي. وفي سنة 1650 اكتشف الفيزيائي الألماني جويرك المضخة الهوائية. فأحضر نصفي كرة برونزية. وفرغهما من الهواء للدلالة على قوة الضغط الجوي. ثم أحضر مجموعتين من الأحصنة وكل مجموعة من ثمانية وحاولوا شد نصفي الكرة المفرغة من الجانبين المتقابلين. فظلت الكرة ملتصقة تماما. لأن الكرة مفرغة ولا يوجد بها ضغط هوائي والضغط الجوي الخارجي الواقع عليها أعلى. ولما ضخ الهواء بها انفصلا عن بعضهما. لأن الضغط الجوي بداخلها وبالخارج متعادل. وخلال القرن 17 حدث تقدم كبير في علوم الحياة حيث اكتشف الإنجليزي وليام هارفي الدورة الدموية واكتشف العالم الهولندي أنطوني فإن ليوفينهوك الكائنات الدقيقة من خلال ميكروسكوبه الذي اخترعه. وفي إنجلترا وضع روبرت بويل الكيمياء الحديثة. وفي فرنسا اكتشف رينيه ديكارت مجالات عدة في الرياضيات ووضع المذهب العقلي في العلم.
لكن كان أعظم إنجازات العلم في القرن 17. عندما استطاع الفيزيائي والرياضي الإنجليزي إسحاق نيوتن عام 1665، وضع نظريات عن طبيعة الضوء والجاذبية الكونية التي اعتبرها تمتد في كل الكون. وكل الأشياء تجتذب لبعضها بقوة معروفة. والقمر مشدود في مداره بسبب الجاذبية التي تؤثر على حركة المد والجزر بالمحيطات فوق الأرض. وفي عصر التنوير. كان نيوتن قد بين بالقرن 18 أن الطبيعة (الوجود) محكومة بقوانين أساسية تجعلنا ننهج المنهج العلمي. وهذا ما حرر علماء هذا القرن وجعلهم يقتربون من الطبيعة لأن الاكتشافات حررتهم من أفكار السلطة الدينية وأفكار وحكمة الكتابات القديمة والتي لم تخضع للتجارب. وهذا التوجه العقلاني والعلمي أدخل العلم في عصر السببية (الأسباب) أو ما يقال بعصر التنوير حيث طبق علماء القرن 18 بشدة الفكر العقلي والملاحظة الواعية والتجارب لحل المسائل المختلفة. فظهر تصنيف وتقسيم الأحياء حيث صنف العالم الطبيعي السويدي كارلوس لينويز 12 ألف نبات وحيوان حسب الترتيب للصفات. وفي سنة 1700. صنعت أول آلة بالبخار وتطور التلسكوب ليكتشف به الفلكي الإنجليزي وليام هيرسكل الكوكب أورانوس عام 1781. وخلال القرن 18 لعب العلم دورا بارزا في الحياة اليومية. فلقد ظهرت ثورة الآلة في مضاعفة الإنتاج الصناعي ومنذ القرن 19 انتهج العلم طريق المعرفة في شتى فروعه. ففي الكيمياء اعتبرت المادة مكونة من الذرات. ووضع الإنجليزي جون دالتون النظرية الذرية عام 1803 حيث اكتشف أن كل ذرة لها كتلة. وهذه الذرات تظل بلا تغيير حتى لو اتحدت مع ذرات أخرى لتكوين المركبات. كما بين أن المواد دائما تتحد معا بنسب ثابتة. واستطاع ديمتري ماندليف استخدام اكتشافات دالتون للذرات وسلوكها في رسم جدوله الدوري الشهير الذي رتب فيه العناصر عام 1869. كما شهد القرن 19 في الكيمياء تخليق الأسمدة الصناعية (المخلقة) عام 1842 بإنجلترا. وفي عام 1846 الكيميائي الألماني كريستيان شونباين المادة المتفجرة نيترو سيلليلوز من خليط حامضي الكبريتيك والنيتريك وغمسه بقطع من القطن وقام بتجفيفها. وتوصل إلى أن السيليلوز بالقطن يتحول لمادة سريعة الاشتعال وشديدة الانفجار. وبنهاية القرن 19 أمكن تصنيع مئات المركبات العضوية بتخليقها من مواد غير عضوية. فصنعت الأصباغ والأسبرين.

## العصور الحديثة

### الفيزياء
خلال القرن 19 كانت الأبحاث في الكهرباء والمغناطيسية التي قام بها مايكل فراداي وجيمس كلارك ماكسويل في بريطانيا. فلقد أثبت فراداي عام 1821 أن المغناطيس المتحرك يولد كهرباء في الموصلات (الأسلاك). ومكسويل بين أن الضوء طاقة من موجات كهرومغناطيسية. وفي عام 1888 اكتشف الفيزيائي الألماني هينريش هرتز موجات الراديو. والفيزيائي الألماني وليهيلم رونتجن اكتشف أشعة (X) عام 1895. وفي سنة 1897 اكتشف الفيزيائي البريطاني جوزيف طمسون الإلكترون واعتبره جسيما دون ذري. واخترع توماس إديسون بوق (ميكروفون) التليفون من حبيبات الكربون (الفحم) عام 1877. كما اخترع الفونوجراف واللمبات الكهروبائية.

### علوم الأرض
وفي علوم الأرض نجد القرن 19 قد شهد تطورا كبيرا حيث قدر عمر الأرض ما بين 100000 سنة ومئات الملايين من السنين. وفي الفلك مع التطور الهائل في الأجهزة البصرية، تحققت اكتشافات مهمة. ففي عام 1801 لوحظت المذنبات ومدار كوكب أورانوس الشاذ. فلقد توقع لفلكي الفرنسي جيان جوزيف ليفرييه أن كوكبا مجاورا لأورانوس يؤثر على مداره. وقد استخدم الحسابات الرياضية. وقد قام العالم الفلكي الألماني جوهام جال في عام 1846 بمساعدة العالم ليفرييه باكتشاف كوكب نبتون. وكان الفلكي الإيرلندي ويليام بارسونز أول من شاهد شكل المجرات الحلزونية فيما وراء نظامنا الشمسي، عن طريق التلسكوب العاكس العملاق (وقتها) عام 1840.

### علوم الحياة
كما شهد القرن 19 تقدما في علوم الحياة بدراسة الكائنات الدقيقة ولا سيما بعد ما حقق العالم الفرنسي لويس باستير ثورته في الطب الوقائي عام 1880 عندما بين أن بعض الأمراض سببها الجراثيم فصنع الطعوم الواقية منها لأول مرة في التاريخ ولا سيما ضد مرض السعار (الكلب). واخترع طريقة البسترة لمنع انتشار الجراثيم باللبن وتعقيم الأطعمة لمنع فسادها ونقلها للجراثيم المعدية. وفي سنة 1866 اكتشف الراهب النمساوي جريجور مندل الوراثة. وأعقبه العالم الإنجليزي تشارلز داروين باكتشافه نظرية التطور، عندما نشر كتابه أصل الأنواع عام 1859. وفيه بين نظرية الاختيار الطبيعي للأنواع. وإن البشر أسلافهم من أشباه القرود. وقد تطوروا من خلال عمليات بيولوجية. وقد قوبلت نظريته بالمعارضة الدينية الشديدة إلا أن العلماء قبلوها وأقروا بأن التطور قد وقع فعلا رغم نكران البعض لآلية التطور. وفي القرن العشرين ظهر العلم الحديث حيث كانت الاكتشافات والإنجازات العلمية المذهلة ولا سيما في مجالات الوراثة والطب والعلوم الاجتماعية. ففي مطلع هذا القرن دخل علم الأحياء فترة تطور سريع في الهندسة الوراثية حيث أعيد اكتشاف نظرية مندل عام 1900. وأعقبها أصبح علماء الأحياء مقتنعين بوجود الجينات الوراثية بالكروموسومات بالخلايا الحية. والتي هي عبارة عن خيوط تحتوي علي البروتينات والحامض النووي (جزيء دنا). وفي عام 1940 اكتشف أن دنا مأخوذا من بكتيريا يمكن أن يغير الصفات الوراثية لبكتيريا أخرى. فعرف أن الدنا هو المركب الكيميائي الذي يصنع الجينات وهو مفتاح الوراثة. وبعد أن قام العالمان الأمريكي جيمس واتسون والبريطاني فرانسيس كريك عام 1953 بوضع هيكل لجزيء دنا. بعده أمكن للهندسة الوراثية فهم الوراثة من خلال مفاهيم كيميائية. فوضع الجينوم وهو الخريطة الجينية التي من خلالها تعرف علماء الأحياء علي الجينات البشرية ودورها في الحياة والأمراض البشرية. مما جعل التعرف علي الجينات المسببة للأمراض وسيلة لعلاجها عن طريق الجينات. ونقلها من كائن حي لآخر لتغيير بعض صفاته الوراثية والقيام بعملية التهجين الجيني.

### الطب
وفي الطب شهد القرن العشرون تطورا غير مسبوق واكتشافات كبرى. فلقد اكتشف الطبيب الهولندي كريستيان إيجكمان أن الأمراض لا تسببها الجراثيم فقط ولن يمكن أن تكون بسبب نقص بعض المواد في الغذاء. فتوصل العلماء للفيتامينات. وفي عام 1909 توصل البكتريولوجي الألماني بولوس إيرلخ لأول قاتل كيماوي (مركب السلفانيلاميد) للجراثيم دون قتل خلايا المريض. ثم اكتشف البكتريولوجي البريطاني ألكسندر فليمنج عام 1928 البنسلين المضاد الحيوي. ثم أعقبه المضادات الحيوية الأخرى والتي تقتل البكتيريا وليس لها تأثير على قتل الفيروسات التي ما زالت تكافح أمراضها الفيروسية القاتلة بالأمصال والطعوم الحيوية حتى الآن. كما في مرض الجدري ومرض شلل الأطفال الذين انتهيا من فوق الخريطة الصحية العالمية تقريبا في أواخر القرن العشرين. وتوقع العلماء إمكانية القضاء أو السيطرة علي الأوبئة عام 1980. إلا أنهم صدموا بظهور سلالات جديدة من الجراثيم المعدية مقاومة للمضادات الحيوية كجراثيم السل (الدرن) والفيروسات المسببة لحمى النزيف الدموي أو نقص المناعة كالإيدز. وفي مجال تشخيص الأمراض شهد الطب طفرة في تقنية التصوير التشخيصي كالتصوير بالرنين المغناطيسي والمسح الطبقي. كما أن العلماء في طريقهم للعلاج الجيني لبعض الأمراض كمرض السكر. وظهر التشخيص وإجراء العمليات بالمناظير وزراعة الأعضاء وتغيير صمامات القلب وتوسيع الشرايين. وكلها كان من المستحيل إجراؤها. وظهرت ممارسة الطب عن بعد بفضل التقدم في توصيلات الألياف البصرية السريعة عن طريق استخدام الإنسان الآلي وقيامه بالعملية الجراحية بغرفة العمليات. والجراح في هذه الحالة يقوم بتوجيهه في حجرة مجاورة. ويمكن عن طريق الإنترنت يقوم جراح في بلد آخر بالقيام بهذه العملية. لكن الإنسان الآلي يقوم بالمهمة أدق من الجراح البشري.

### التكنولوجيا
وفي التكنولوجيا نجد أن مهندس الكهرباء الإيطالي جوليميو ماركوني قد أرسل أول إشارات راديو عبر محيط الأطلنطي عام 1901. وكان المخترع الأمريكي لي دي فورست قد اخترع عام 1906 الأنبوب المفرغ مفتاح تشغيل نظم الراديو والتلفزيون والحاسوب. وبين سنتي 1920-1930 اخترع الأمريكي فلاديمير كوزما زوركين التلفزيون بالصوت والصورة. وفي سنة 1935 قام عالم الفيزياء البريطاني روبرت واتسون باستخدام موجات الراديو المنعكسة (المرتدة) لتحديد موقع طائرة في حالة الطيران. وارتداد الإشارات الرادارية من القمر والكواكب والنجوم لتحديد بعدها من الأرض وتتبع مساراتها. وفي سنة 1947 اخترع علماء أمريكان الترانسستورالذي يكبر التيار الكهربائي ويوفر الطاقة. وجعل الأجهزة الكهربائية أصغر حجما. وما بين عامي 1950 و1960 ظهرت الحواسيب الصغيرة باستعمال الترانسستورات. فصغر حجمها ووفرت الطاقة. كما ظهرت الدوائر الإلكترونية المضغوطة. وفي سنة 1971 ظهر الحاسوب الشخصي المحمول والشرائح.